# Faroaldo I
Faroaldo I (... – 591 o 592) è stato un duca longobardo, primo duca di Spoleto.

## Biografia
Le uniche notizie certe su di lui sono quelle riportate da Paolo Diacono nella sua Historia Langobardorum che, pertanto, sono posteriori di circa due secoli ai fatti cui si riferiscono e sono inoltre prive sia di una precisa datazione cronologica sia di altre fonti a supporto. Stando dunque a Paolo Diacono e alla tradizione longobarda cui egli si rifà, Faroaldo I sarebbe stato il fondatore del ducato di Spoleto, dove governò per circa un ventennio sul finire del VI secolo, e per un certo periodo avrebbe anche comandato truppe bizantine prima di abbandonare l'imperatore per avviare una propria politica di potenza nell'Italia centrale.

Estensione del regno longobardo in Italia dopo la morte di Alboino (572).

Intorno a queste limitate informazioni, gli studiosi hanno elaborato varie ricostruzioni storiche relative al primo dux (duca) spoletino. Se alcuni tendono a collocare gli insediamenti longobardi nell'Italia centrale e meridionale già nel 569, la storiografia moderna ritiene che solo dopo la morte di Clefi (574 o 575), successore di Alboino, Faroaldo I abbia sfruttato il periodo di interregno che ne seguì, con la connessa libertà d'azione per ciascun dux, e sia sceso con i longobardi da lui comandati nel centro della penisola italiana, mentre Zottone conduceva i suoi più a sud a fondare il ducato di Benevento. All'epoca Faroaldo, come molti altri comandanti longobardi, si sarebbe posto al servizio dell'Esarcato di Ravenna ma, dopo il disastroso fallimento della controffensiva bizantina guidata dal generale Baduario contro i longobardi (575-576), si sarebbe mosso in piena autonomia occupando vasti territori, o semplici piazzeforti, nel Piceno, nel Sannio e nell'Umbria meridionale. Costituì in tal modo un proprio dominio (ducatus) incentrato su Spoleto, da dove avrebbe poi guidato (forse nel 579) il saccheggio di Classe, il porto di Ravenna. 
(Paolo Diacono, Historia Langobardorum, III, 13)
Successivamente, tra il 584 ed il 588, Classe venne ripresa da Droctulfo, dux longobardo rimasto fedele ai bizantini.
(Paolo Diacono, Historia Langobardorum, III, 19)
Nel 591 o 592 a Faroaldo I succedette Ariulfo ma, alla morte di quest'ultimo, i figli di Faroaldo I combatterono per il ducato e nel 602 Teudelapio risultò vittorioso.
(Paolo Diacono, Historia Langobardorum, IV, 16)